# تفجير فيصل آباد 2011
تفجير فيصل آباد 2011 هو تفجير وقع في 8 مارس 2011، وقُتل ما لا يقل عن 25 شخصًا وجُرح أكثر من 127 عندما انفجرت سيارة مفخخة في محطة للغاز الطبيعي المضغوط في مدينة فيصل آباد الباكستانية. أعلنت حركة طالبان باكستان مسؤوليتها عن التفجير.

## خلفية
فيصل آباد هي رابع أكبر مدينة في البلاد، ومحور صناعي مهم لمقاطعة البنجاب؛ كان الهجوم هو الأول من نوعه في المنطقة، والتي ظلت عادةً في مأمن من الهجمات. فيصل آباد هي موطن صناعة النسيج الباكستانية. وكانت الجماعات المسلحة الموالية لطالبان تكتسب قوة في المنطقة.

## الهجوم
انفجرت سيارة مفخخة في حوالي الساعة 10:30 صباحًا وخلّفت حفرة بعمق 7 أقدام واتساع 15 قدمًا. وفقًا للمسؤولين المحليين تم استخدام سيارة تويوتا كورولا محملة بـ 40 كيلوغرامًا من المتفجرات في الهجوم.
المنطقة التي وقع فيها الهجوم منطقة حساسة وتحيط بها وكالة المخابرات الداخلية والمكاتب العسكرية. وتضرر مبنى الخطوط الجوية الدولية الباكستانية ومبنى المخابرات الباكستانية في الهجوم. تسببت القنبلة في انفجار عدة اسطوانات غاز وتلف العديد من المركبات والمباني.
كان من بين القتلى ضابط في المخابرات الباكستانية ومعلم بالمدرسة.
تبنى المتحدث باسم حركة طالبان باكستان الهجوم الذي استهدف مبنى المخابرات الباكستانية، وقال أنه جاء ردًا على مقتل عمر كوندي على يد القوات الخاصة في فيصل آباد في عام 2010.